# 部族問題省
部族問題省（ぶぞくもんだいしょう、英語:Ministry of Tribal Affairs）は、インド政府の行政機関の一つ。 インドの指定カースト・部族の教育、奨学金、部族コミュニティの医療インフラ整備のための助成金の提供、部族文化と言語の保護、経済的に遅れている部族家族への直接的な現金給付制度を担当する。

## 歴史
1999年に設立された。

## 組織
- 国家指定部族委員会(NCST)
- 国家指定部族金融開発公社(NSTFDC)
- インド部族協同組合マーケティング連盟 (TRIFED)

## 国務大臣
| 代  | 肖像 | 肖像 | 大臣 (生年月日) 選挙区                                    | 任期           | 任期          | 任期       | 政党           | 内閣                      | 首相 | 首相                                 |
| 代  | 肖像 | 肖像 | 大臣 (生年月日) 選挙区                                    | 就任日         | 退任日        | 年数       | 政党           | 内閣                      | 首相 | 首相                                 |
| --- | ---- | ---- | --------------------------------------------------------- | -------------- | ------------- | ---------- | -------------- | ------------------------- | ---- | ------------------------------------ |
| 1   |      |      | ジュアル・オラム (1961年生) スンダルガル県選挙区          | 1999年10月13日 | 2004年5月22日 | 4年, 222日 | インド人民党   | 第3次ヴァージペーイー内閣 |      | アタル・ビハーリー・ヴァージペーイー |
| 2   |      |      | パティ・リップル・キンディア (1928 – 2015) シロン県選挙区 | 2004年5月23日  | 2009年5月22日 | 4年, 364日 | インド国民会議 | 第1次マンモハン・シン内閣 |      | マンモハン・シン                     |
| 3   |      |      | カンティラル・ブリア (1950年生) ラトラム県選挙区          | 2009年5月29日  | 2011年7月12日 | 2年, 44日  | インド国民会議 | 第2次マンモハン・シン内閣 |      | マンモハン・シン                     |
| 4   |      |      | キショア・チャンドラ・デオ (1947年生) アラク県選挙区      | 2011年7月12日  | 2014年5月26日 | 2年, 318日 | インド国民会議 | 第2次マンモハン・シン内閣 |      | マンモハン・シン                     |
| (1) |      |      | ジュアル・オラム (1961年生) スンダルガル県選挙区          | 2014年5月27日  | 2019年5月30日 | 5年, 3日   | インド人民党   | 第1次モディ内閣           |      | ナレンドラ・モディ                   |
| 5   |      |      | アルジュン・ムンダ (1968年生) クンティ選挙区              | 2019年5月31日  | 2024年6月9日  | 5年, 9日   | インド人民党   | 第2次モディ内閣           |      | ナレンドラ・モディ                   |
| (1) |      |      | ジュアル・オラム (1961年生) スンダルガル県選挙区          | 2024年6月10日  | （現職）      | 275日      | インド人民党   | 第3次モディ内閣           |      | ナレンドラ・モディ                   |

## 閣外大臣
| 代 | 肖像 | 肖像 | 大臣 (生年月日) 選挙区                                             | 任期           | 任期          | 任期       | 政党           | 内閣                        | 首相 | 首相                                 |
| 代 | 肖像 | 肖像 | 大臣 (生年月日) 選挙区                                             | 就任日         | 退任日        | 年数       | 政党           | 内閣                        | 首相 | 首相                                 |
| -- | ---- | ---- | ------------------------------------------------------------------ | -------------- | ------------- | ---------- | -------------- | --------------------------- | ---- | ------------------------------------ |
| 1  |      |      | ファガン・シン・クラステ (1959年生) マンドラ県選挙区               | 1999年11月22日 | 2004年5月22日 | 4年, 182日 | インド人民党   | 第3次ヴァージーペーイー内閣 |      | アタル・ビハーリー・ヴァージペーイー |
|    |      |      |                                                                    |                |               |            |                |                             |      |                                      |
| 2  |      |      | ラメシュワール・オラオン (1947年生) ロハルダガ県選挙区             | 2008年4月6日   | 2009年5月22日 | 1年, 46日  | インド国民会議 | 第1次マンモハン・シン内閣   |      | マンモハン・シン                     |
| 3  |      |      | トゥシャル・アマルシン・チョードゥリー (1965年生) バルドリ県選挙区 | 2009年5月28日  | 2011年1月19日 | 1年, 236日 | インド国民会議 | 第2次マンモハン・シン内閣   |      | マンモハン・シン                     |
|    |      |      |                                                                    |                |               |            | インド国民会議 | 第2次マンモハン・シン内閣   |      | マンモハン・シン                     |
| 4  |      |      | ラニー・ナラ (1965年生) ラヒンプール県選挙区                       | 2012年10月28日 | 2014年5月26日 | 1年, 210日 | インド国民会議 | 第2次マンモハン・シン内閣   |      | マンモハン・シン                     |
| 5  |      |      | マンスクバイ・ヴァサヴァ (1957年生) バルク県選挙区                 | 2014年5月26日  | 2016年7月5日  | 2年, 40日  | インド人民党   | 第1次モディ内閣             |      | ナレンドラ・モディ                   |
| 6  |      |      | ジャスヴァンシン・スマンバイ・バホール (1966年生) ダホド県選挙区   | 2016年7月5日   | 2019年5月30日 | 2年, 329日 | インド人民党   | 第1次モディ内閣             |      | ナレンドラ・モディ                   |
| 7  |      |      | スダルシャン・バガット (1969年生) ロハルダガ県選挙区               | 2017年9月3日   | 2019年5月30日 | 1年, 269日 | インド人民党   | 第1次モディ内閣             |      | ナレンドラ・モディ                   |
| 8  |      |      | レヌカ・シン・サルタ (1964年生) サルグジャ県選挙区                 | 2019年5月31日  | 2023年12月7日 | 4年, 190日 | インド人民党   | 第2次モディ内閣             |      | ナレンドラ・モディ                   |
| 9  |      |      | ビシュウェスワール・トゥドゥ (1965年生) マユルバンジ県選挙区       | 2021年7月7日   | 2024年6月9日  | 2年, 338日 | インド人民党   | 第2次モディ内閣             |      | ナレンドラ・モディ                   |
| 10 |      |      | バラティ・パワール (1978年生) ディンドリ県選挙区                   | 2023年12月7日  | 2024年6月9日  | 185日      | インド人民党   | 第2次モディ内閣             |      | ナレンドラ・モディ                   |
| 11 |      |      | ドゥルガ・ダス・ウイキー (1963年生) べトゥル県選挙区               | 2024年7月10日  | （現職）      | 245日      | インド人民党   | 第3次モディ内閣             |      | ナレンドラ・モディ                   |